# NGC 640
NGC 640 é uma galáxia espiral (Sa) localizada na direcção da constelação de Cetus. Possui uma declinação de -09° 24' 04" e uma ascensão recta de 1 horas, 39 minutos e 24,9 segundos.
A galáxia NGC 640 foi descoberta em 1886 por Frank Leavenworth.